# Kamaboko

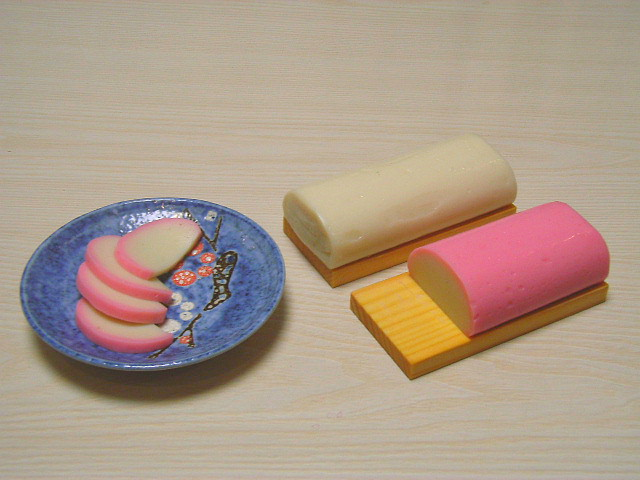
Roter und weißer Kamaboko

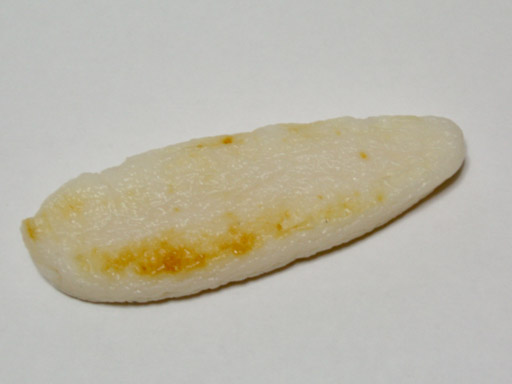
Kamaboko in Form eines Bambusblattes

Als Kamaboko (jap. 蒲鉾) werden japanische Nahrungsmittel aus verarbeitetem Fischfleisch bezeichnet. Sie sind eine spezielle Art von Surimi, für die weißes Fischfleisch (oft vom „Alaska-Seelachs“) püriert und zu charakteristisch geformten Laiben geformt wird, die dann gedämpft werden, bis sie gar sind und eine feste Textur haben.
Die Laibe werden dann in Scheiben geschnitten und kalt (oder gekühlt) mit verschiedenen Dipsaucen oder als Einlage in heißen Suppen, Eintöpfen und Nudelgerichten serviert. 
Kamaboko wird typischerweise in halbzylindrischen Stangen verkauft. Einige Kamaboko sind so gemacht, dass die Scheiben die Form eines bestimmten Gegenstandes haben. Geschnittener Kamaboko wird oft fälschlich als Naruto bezeichnet; tatsächlich handelt es sich bei Naruto (eigentlich Narutomaki, Strudelrolle) um eine andere Form von Surimi, die nicht gedämpft, sondern gekocht und praktisch immer in Scheiben serviert wird.
Kamaboko mit roter Haut und weißer Kamaboko werden oft zu Festmahlen serviert, da die Farben Rot und Weiß als glückbringend angesehen werden.
Kamaboko wird in Japan seit dem 14. Jahrhundert hergestellt und ist heute nahezu weltweit verfügbar. Das äußerlich nachgeahmte „Krabbenfleisch“ (kanikama für kani-kamaboko), die bekannteste Form von Surimi im Westen, ist eine Form von Kamaboko. In Japan wird chīkama (Käse und Kamaboko) in Läden für Fertignahrungsmittel als abgepackter Snack verkauft. 